# دوميترو باولوفيتشي
دوميترو باولوفيتشي (بالرومانية: Dumitru Pavlovici)‏ (مواليد 26 أبريل 1912) هو لاعب كرة قدم. يلعب مع منتخب رومانيا لكرة القدم. سبق له أن لعب في كأس العالم لكرة القدم مع منتخب بلاده.

## روابط خارجية
- دوميترو باولوفيتشي على موقع الاتحاد الدولي (مؤرشف)  (الإنجليزية)
- دوميترو باولوفيتشي على موقع قاعدة بيانات كرة القدم.إي يو (الإنجليزية)
- دوميترو باولوفيتشي على موقع ناشيونال فوتبول تيمز (الإنجليزية)
- دوميترو باولوفيتشي على موقع Soccerway.com (الإنجليزية)
- دوميترو باولوفيتشي على موقع عالم كرة القدم.نت (الإنجليزية)